# Педросуш
Педросуш (порт. Pedrouços)  —  район (фрегезия) в Португалии,  входит в округ Порту. Является составной частью муниципалитета  Майа. Находится в составе крупной городской агломерации Большой Порту. По старому административному делению входил в провинцию Дору-Литорал. Входит в экономико-статистический  субрегион Большой Порту, который входит в Северный регион. Население составляет 11 868 человек на 2001 год. Занимает площадь 2,25 км².
Покровителем района считается Дева Мария (порт. Nossa Senhora da Natividade).

## История
Район основан в 1985 году